# Port lotniczy Valdez
Port lotniczy Valdez, Valdez Airport, Valdez Pioneer Field (kod IATA: VDZ, kod ICAO: PAVD, FAA LID: VDZ) – publiczny amerykański port lotniczy obsługujący miasto Valdez w stanie Alaska, w obszarze Valdez-Cordova, leży około 6 km na wschód od centrum.
Z lotniska w 2008 w lotach rozkładowych skorzystało 14 981 pasażerów, co było 7,6% spadkiem w porównaniu z rokiem poprzednim, kiedy odprawiono 16 225, w 2006 liczba ta wyniosła 15 457. W 2008 w Valdez wykonano 13 000 operacji lotniczych (35 dziennie) z czego 50% to air taxi, 42% lotnictwo ogólne i 8% loty wojskowe.
Port lotniczy zajmuje powierzchnię 57 hektarów, posiada jeden asfaltowy pas startowy o wymiarach 1981 × 46 m.

## Linie lotnicze i połączenia
- Frontier Alaska

obsługiwane przez Era Aviation (Anchorage)